# 남아메리카뿔개구리속
남아메리카뿔개구리속(Ceratophrys)은 뿔개구리과의 속이다. 둥근 몸과 큰 입이 팩맨을 닮아 팩맨개구리(Pacman frog)로도 알려져 있다.

## 종
8종이 있다.
| 그림 | 학명                     | 향명               | 분포                         |
| ---- | ------------------------ | ------------------ | ---------------------------- |
|      | Ceratophrys aurita       | 브라질뿔개구리     | 브라질                       |
|      | Ceratophrys calcarata    | 콜롬비아뿔개구리   | 콜롬비아, 베네수엘라         |
|      | Ceratophrys cornuta      | 수리남뿔개구리     | 남아메리카 북부              |
|      | Ceratophrys cranwelli    | 크랜웰뿔개구리     | 그란차코                     |
|      | Ceratophrys joazeirensis | 조아제이로뿔개구리 | 브라질                       |
|      | Ceratophrys ornata       | 아르헨티나뿔개구리 | 아르헨티나, 우루과이, 브라질 |
|      | Ceratophrys stolzmanni   | 스톨츠만뿔개구리   | 에콰도르, 페루               |
|      | Ceratophrys testudo      | 에콰도르뿔개구리   | 에콰도르                     |

## 생김새
등의 색깔은 초록색과 갈색의 화려한 조합이다. 암컷이 수컷보다 크다.

## 먹이
매복 포식자로, 도마뱀, 뱀, 설치류, 개구리, 환형동물, 게, 거미, 곤충 등 다양한 먹이를 먹는다. 먹이를 잡기 위해 끈적한 혀와 강한 턱을 가지고 있다.

## 사육
크랜웰뿔개구리와 아르헨티나뿔개구리는 자주 사육된다.